# 錫爾斯波特 (緬因州普查規定居民點)
錫爾斯波特（英語：Searsport）是一個位於美國緬因州瓦多縣的普查規定居民點。

## 人口
根據2020年美國人口普查的數據，錫爾斯波特的面積為13.83平方千米，當中陸地面積為11.27平方千米，而水域面積為2.56平方千米。當地共有人口999人，而人口密度為每平方千米72人。